# Синджорджу-де-Муреш
Синджорджу-де-Муреш (рум. Sângeorgiu de Mureș) — село у повіті Муреш в Румунії. Адміністративний центр комуни Синджорджу-де-Муреш.
Село розташоване на відстані 264 км на північний захід від Бухареста, 4 км на північний схід від Тиргу-Муреша, 79 км на схід від Клуж-Напоки, 128 км на північний захід від Брашова.

## Населення
За даними перепису населення 2002 року у селі проживали 7514 осіб.
Національний склад населення села:
| Національність | Кількість осіб | Відсоток |
| -------------- | -------------- | -------- |
| угорці         | 4233           | 56,3%    |
| румуни         | 2756           | 36,7%    |
| цигани         | 509            | 6,8%     |
| німці          | 8              | 0,1%     |

Рідною мовою назвали:
| Мова      | Кількість осіб | Відсоток |
| --------- | -------------- | -------- |
| угорська  | 4326           | 57,6%    |
| румунська | 2790           | 37,1%    |
| циганська | 382            | 5,1%     |
| німецька  | 7              | 0,1%     |